# قائمة الأفلام المصرية سنة 1987
هذه قائمة بالأفلام المصرية لعام 1987 مرتبة أبجديا

## 1987
- المليونيرة الحافية
- أبناء وقتلة
- الاتهام
- أربعة في مهمة رسمية
- امرأتان ورجل
- امرأة من نار
- أردت أن أعتذر
- البيات الشتوي
- البيه البواب
- التعويذة
- السادة الرجال
- المرأة الحديدية
- النمر والأنثى
- الوحل
- خليل بعد التعديل
- روض الفرج
- زوجة رجل مهم
- عشماوي
- العملاق
- نوارة والوحش